# The Rocks of Valpre
The Rocks of Valpre é um filme mudo britânico de 1919, dirigido por Maurice Elvey e estrelado por Basil Gill, Peggy Carlisle e Cowley Wright. É uma adaptação do romance The Rocks of Valpré de Ethel M. Dell.

## Elenco
- Basil Gill - Trevor Mordaunt
- Peggy Carlisle - Christine Wyndham
- Cowley Wright - Bertrand de Montville
- Humberston Wright - Capitão Rodolphe
- Barry Bernard - Noel Wyndham
- Hugh Dabernon-Stoke - Rupert Wyndham
- William Saville - Jack Forrest
- Winifred Sadler - Conde